# Lippe (rivière)
Pour les articles homonymes, voir Lippe.
La Lippe est une rivière d'Allemagne, en Rhénanie-du-Nord-Westphalie. Affluent du Rhin, sa longueur est de 255 kilomètres. L'arrondissement de Lippe tire son nom de la rivière ainsi que de la famille régnante de la Principauté de Lippe. Il fut autrefois un État du Saint-Empire romain germanique; il est aujourd'hui un arrondissement de Rhénanie-du-Nord-Westphalie.

## Géographie
Prenant naissance en bordure de la forêt de Teutoburg à Bad Lippspringe, elle s´écoule vers l'ouest à travers Lippstadt, puis le long de la bordure septentrionale de la région de la Ruhr, pour finalement rejoindre le Rhin à Wesel.
Déjà au temps des Romains, la rivière Lippe est utilisée comme infrastructure. Pour les Romains, la rivière constitue une passerelle vers la Germanie, permettant de relier les territoires en bordure du Rhin jusqu'à la région de Paderborn. Le cours d´eau est alors utilisé pour le transport des marchandises, de sorte que de nombreux vestiges de camps romains peuvent être trouvés en bordure de la Lippe. Au cours des 200 dernières années, nombre de ces camps ont été identifiés ; en particulier le camp de Haltern qui fut probablement le camp principal du prince-empereur Tiberius. La distance entre les camps est d´environ une journée de marche des troupes, correspondant à environ 30 km.

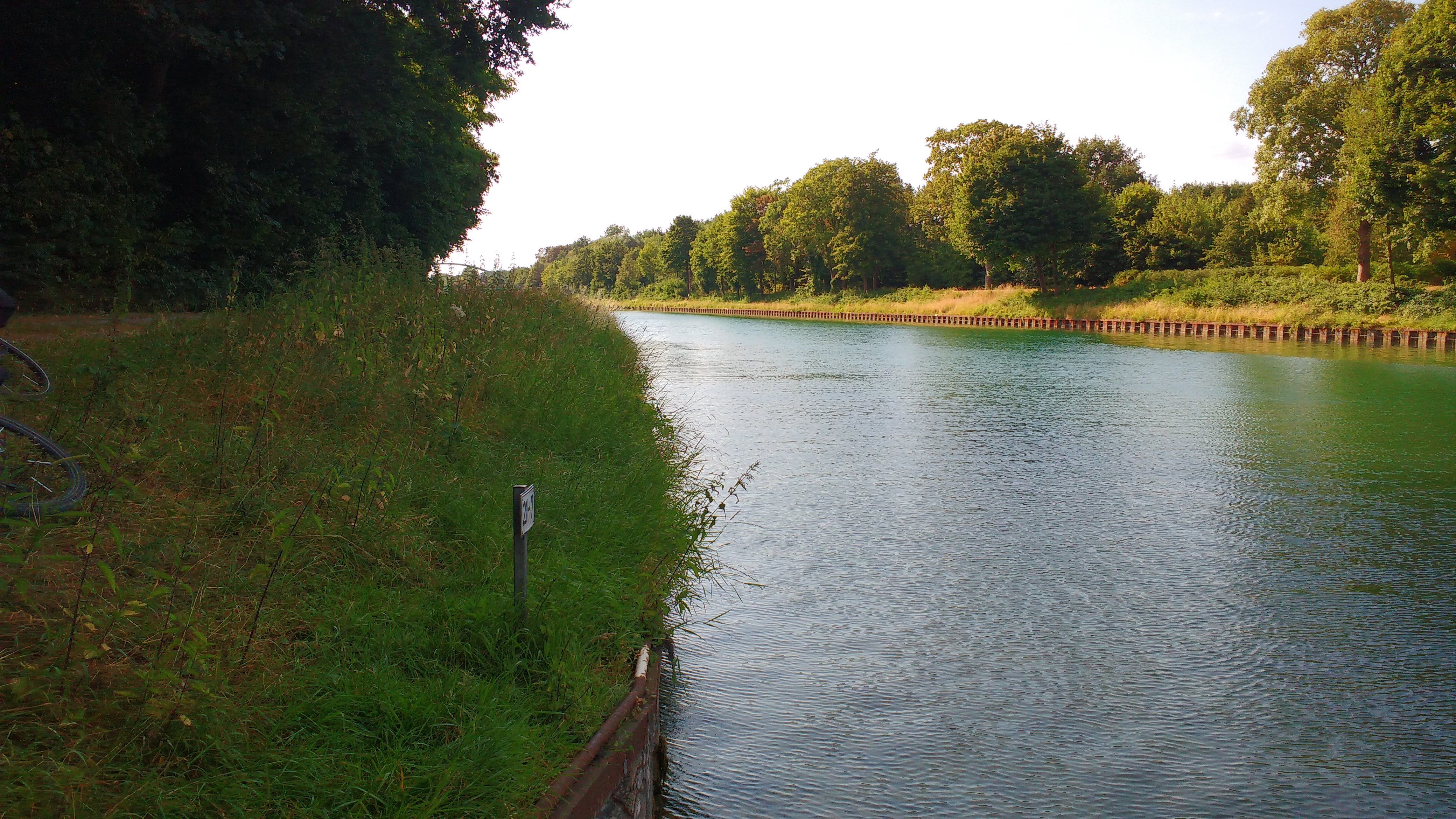
Canal longeant la Lippe près de Haltern en juillet 2018.

De nos jours, la rivière se caractérise par un bassin versant scindé en deux parties. En amont, à l´est de la ville d´Hamm, s´étend une région à prédominance rurale. En aval de Hamm, le paysage est marqué par l´urbanisation et l´industrialisation. Bien que la Lippe fût en partie navigable à partir de 1820, elle ne put jamais assurer le transport des biens industriels.
Historiquement, une des préconditions qui induit ce changement de paysage fut la construction, dans les années 1840, de la première voie ferrée qui permit de connecter les pôles urbains situés au bord du Rhin comme Cologne aux ports et lieux de commerce du fleuve Weser comme Minden, englobant de ce fait Hamm, ville principale de la région Lippe. Par ailleurs, ce chemin de fer contribua au développement de l´industrie du charbon et de l´acier dans le Nord de la Ruhr. L´exploitation intensive de la houille qui débuta au milieu du XIXe siècle dans le bassin de la rivière  Emscher se poursuivit au cours des décennies suivantes en direction du nord, atteignant ainsi le bassin de la Lippe. En conséquence, à partir des années 1860, les premiers problèmes d´affaissement de terrain et le drainage d´eaux polluées font leur apparition dans la région Lippe.

La cité historique de Hamm, ainsi que les villes alors peu urbanisées de Lünen, Haltern et Dorsten situées au bord de la Lippe ou de la Seseke (un de ses affluents principaux) vivent une forte expansion à mesure que l´exploitation de la houille démarrée aux alentours des années 1900 s´établit dans la région. Mais cette industrialisation s´accompagne de problèmes majeurs quant à la qualité de l´eau de la Lippe et de ses affluents avec un impact fort pour les populations urbaines nouvellement implantées. C´est ce qui conduira en 1913 à la constitution de la Sesekegenossenschaft (« Coopérative Seseke » du nom d´un des affluents de la Lippe) suivie quelques années plus tard en 1926 de la création de la Lippeverband (« l´Association Lippe »), les deux organisations agissant comme des entités de gestion de bassin versant (comparable à une Agence de l'eau ou encore à un Établissement public territorial de bassin avec des compétences plus élargies comme l´assainissement des eaux usées).
À cause des déversements industriels et du redressement du cours de la rivière, la Lippe fut longtemps en situation de catastrophe écologique. Et jusque dans les années 1970 la pollution de l´eau ne joue pas un rôle important dans le débat politique. C´est au cours des décennies suivantes que les politiques environnementales changent et s´affirment. Les normes environnementales alors imposées au niveau national, et en particulier celles dictées par l´UE ont conduit à d´immenses efforts visant à améliorer les conditions naturelles des cours d´eau. Parmi les impacts positifs sur le bassin de la Lippe peuvent être cités: la reconnaissance de  nouveaux sites habitats-faune-flore tels que définis par la  directive habitats faune flore ainsi que les initiatives gouvernementales liées à la Directive-cadre sur l'eau,.